# Haverslev
Haverslev – miasto w Danii, w regionie Jutlandia Północna, w gminie Rebild.